# Dendrite (biologia)
Struttura tipica di un neurone

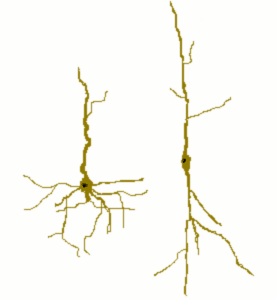
Schema di due neuroni, con le relative ramificazioni dendritiche

In biologia si definiscono dendriti (dal greco δένδρον dendron, "albero") le fibre minori che si ramificano a partire dal neurone, che trasportano il segnale nervoso in direzione centripeta (verso il soma, il corpo cellulare del neurone). Più dendriti di un unico neurone formano un albero dendritico. La maggior parte dei neuroni presenta un numero molto elevato di dendriti attraverso i quali riceve impulsi provenienti da altri neuroni o, nel caso di neuroni sensoriali, prodotti da stimoli ambientali. I dendriti sono più corti rispetto al neurite (o assone) che in un preparato istologico risulta meno evidente essendo più sottile e senza ramificazioni, se non consideriamo le ramificazioni finali che terminano con piccoli slargamenti definiti bottoni sinaptici.
Possono variare molto nelle dimensioni e nel numero in base al compito che svolgono, anche perché sono in genere specializzati in un particolare compito. Il citoplasma dei dendriti non è uguale a quello degli assoni in quanto formato anche da mitocondri. I dendriti portano i segnali dall'esterno all'interno della cellula, e questo segnale può provenire o da un altro neurone, o da un organo di senso. 
In genere i dendriti sono anche ricoperti da piccole protrusioni chiamate spine dendritiche. Le spine rappresentano siti post-sinaptici (vedi sinapsi) diffusi sul dendrite. È stato stimato che nelle spine dendritiche risiedano oltre il 90% delle sinapsi eccitatorie del cervello.